# История почты и почтовых марок Монтсеррата
Монтсеррат, британская заморская территория, ранее выпускал почтовые марки одновременно с Подветренными островами, пока они не были выведены из обращения в 1956 году. Однако для первого выпуска Монсеррата в 1876 году были использованы почтовые марки Антигуа номиналом 1 пенни красного цвета и 6 пенсов зелёного цвета с надпечаткой "MONTSERRAT" (МОНСЕРРАТ).